# Лазерный телевизор

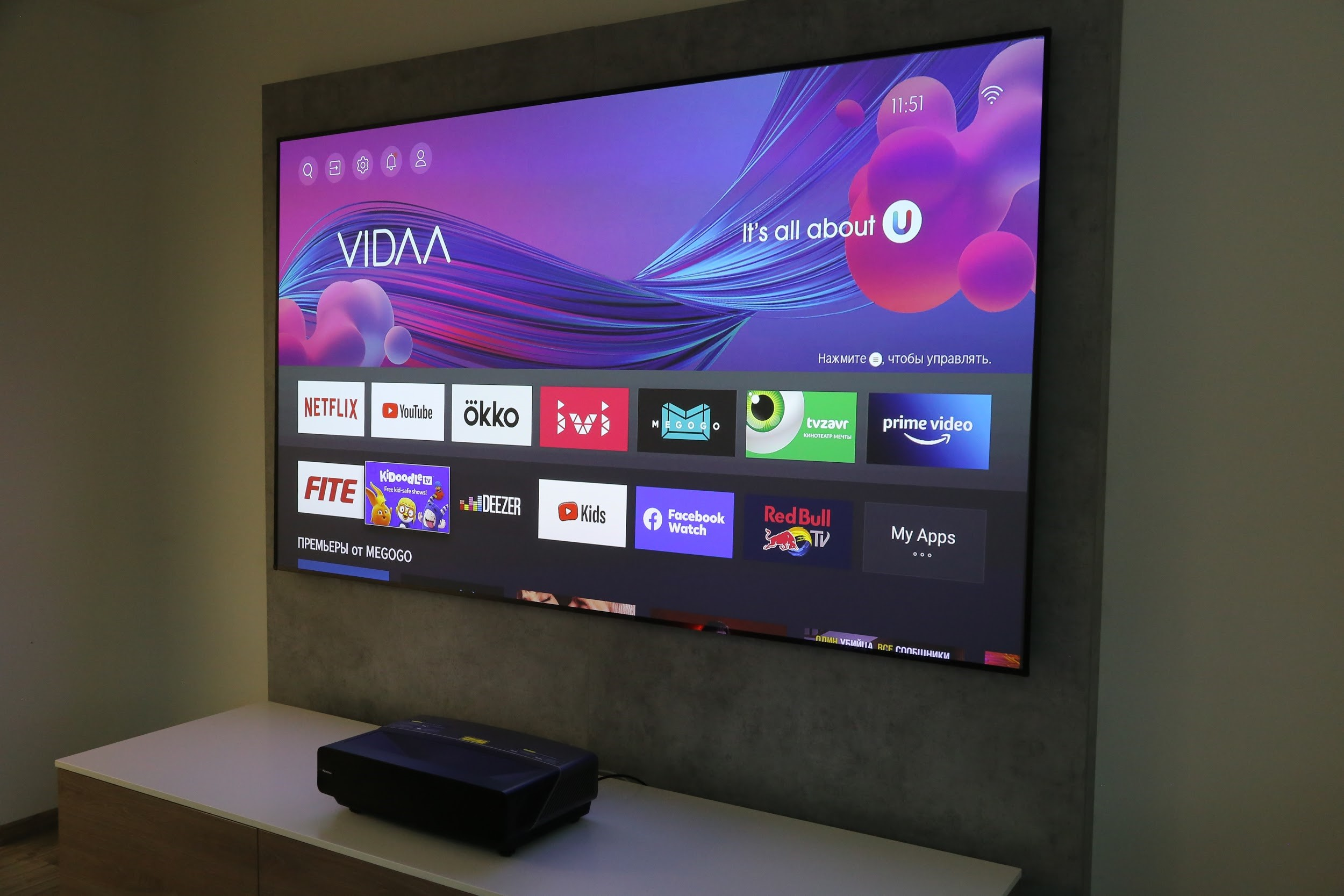
Лазерный телевизор Hisense

Лазерный телевизор — проекционный телевизор, созданный на основе технологии цветных лазеров.
Технология использует два или более индивидуально модулированных лазерных луча разных цветов для создания комбинированного пятна, которое сканируется и проецируется на плоскость изображения.
Первая в мире модель коммерческого лазерного телевизора, Mitsubishi LaserVue L65-A90, поступила в продажу 28 октября 2008 года.

## История
Первые опыты с лазерными проекторами и телевизорами проводились в 1970-х годах. Тогда совмещались три лазерных луча (RGB), и через систему вращающегося и качающегося зеркал шла развёртка разноцветного луча на экран. В СССР об этих опытах писал журнал «Техника — молодёжи».
Качество изображения было превосходное, но от него очень быстро уставали глаза. Врачи-окулисты предположили причину: у лазера очень узкий спектр. Если спектр обычного цветного ЭЛТ-телевизора или ЭЛТ-монитора можно представить в виде трёх «холмов» — красного, зелёного и синего, то у лазерного телевизора спектр — это три тонких «кола», и для создания приемлемой яркости амплитуду этих «колов» приходится делать очень большой. Человеческий глаз к этому не привычен, — в природе не существует объектов, излучающих свет с таким спектром.
Подобные проблемы уже решались в ныне распространённых моделях проекционных телевизорах на базе DLP-технологии Digital Light Processing, с монохроматическим источником света в виде цветных ртутных ламп, излучающих свет в красном, зеленом и синем диапазонах, также имеющих очень узкий спектр излучения., поэтому проблема узкого спектра излучения лазера решается путём модуляции источника света, расширяющей диапазон его световых волн, а также встраивания в лазерные телевизоры рассеивающих фильтров.
Замена ртутных ламп полупроводниковым лазером, который светит монохроматическим светом в тех же диапазонах, позволила значительно расширить цветовую гамму проецируемой на экран картинки. 
Такие телевизоры при малых габаритах отличаются высоким качеством изображения, превосходящим, по утверждениям разработчиков, существующие плазменные и жидкокристаллические панели, а срок службы лазеров практически неограничен. 
К тому же лазеры работают не постоянно, а включаются по мере надобности, что снижает энергопотребление и увеличивает долговечность аппарата.

## Преимущества и недостатки
Преимущества
За счёт чистых основных цветов удаётся расширить цветовую гамму в 1,8 раза по сравнению с классическими телевизорами тыловой (rear) проекции. Стандарт en:xvYCC (Extended Video YCC), предложенный в рамках технологии en:X.v.Colour компанией Sony, обеспечивает аналогичное (близкое к теоретическому пределу) расширение цветового охвата. Кроме того, преимущество лазерных телевизоров перед плазменными и жидкокристаллическими заключается в том, что в последних возникают проблемы с передачей оттенков чёрного, а в лазерном, когда нужно отобразить чёрный цвет, лазеры просто отключаются.
Лазерные телевизоры способны поддерживать высокую действительную частоту обновления изображения экрана — от 120 до 240 Гц, благодаря чему в комплекте с затворными стереоочками способны воспроизводить стереоизображение.
Срок службы лазеров практически неограничен, пиксели лазерных дисплеев не подвержены деградации или выгоранию.
Лазерные телевизоры имеют примерно, в 4–5 раз меньшее энергопотребление по сравнению с LCD и плазменными телевизорами сопоставимых размеров экрана.
Недостатки
Лазерный телевизор имеет толщину куда больше старых LCD (38 см для 75 " модели и 25 см для 65 "). Качество изображения и цветопередача в таких телевизорах максимально приближены к границам восприятия глаза, что может вызывать утомляемость. При длительном просмотре лазерного телевизора зрение сильно напрягается, что может приводить к его ухудшению. Но аспекты влияния лазерного телевидения на человека пока не изучены до конца.
Главным недостатком лазерных телевизоров остается цена и их доступность для массового потребителя. Несмотря на снижение стоимости для массовой аудитории, это никак не повлияло на их рыночные перспективы. Всё благодаря тому, что цены на плазменные и ЖК-панели значительно ниже.

## Прочие устройства с применением технологии лазерных дисплеев
- Головной лазерный дисплей компании Apple, запатентованный  в апреле 2008 года, предназначен для использования с портативными устройствами, подобными iPod и iPhone. В патенте Apple попыталась обойти традиционную для такого рода решений проблему громоздкости устройства, обусловленную наличием в нём оптических элементов, разделив прибор на две составные части. Вся генерирующая изображение электроника, лазерный модуль, элемент питания решением конструкторов были размещены в отдельном компактном корпусе, крепящемся к ремню.[3]
- Экспериментальные миниатюрные лазерные проекторы компании Symbol. Позволяют проецировать XGA изображения и видео.[4]

## Распространение продукции
Производство лазерных телевизоров является коммерчески освоенной технологией. Официально в продаже лазерные телевизоры Mitsubishi имеются только в США, некоторых странах ЕС и Японии. По словам представителя Mitsubishi Electric, это связано со сложностями транспортировки этих крупногабаритных и хрупких устройств. 